# Taphrina purpurascens
Taphrina purpurascens (лат.) — вид грибов рода тафрина (Taphrina) отдела аскомицеты (Ascomycota), паразит растений рода Сумах (Rhus). Поражает листья.

## Описание
Поражённые листья становятся ярко-красными, скручиваются и разрастаются, поражение может быть частичным или распространяться на всю пластинку листа.
Мицелий межклеточный.
Аски восьмиспоровые, размерами 17—40×9—17 мкм, почти прямоугольные, нижняя часть может быть несколько шире верхней. Базальные клетки (см. в статье Тафрина) отсутствуют.
Аскоспоры округлые, 3—6×3—5 мкм, могут почковаться до выхода из аска.

## Распространение и хозяева
Типовой хозяин — Rhus copallina, в Европе поражает сумах дубильный (Rhus coriaria). Taphrina purpurascens описана в Северной Америке и распространена в Канаде и США; в Европе встречается во Франции, на Апеннинском полуострове и в Крыму; также известна в Южной Африке.